# Yoav Freund
Pour les articles homonymes, voir Freund.
Yoav Freund, né le 4 mai 1961 en Israël, est un chercheur d'informatique théorique et professeur de l'université de Californie à San Diego (UCSD) qui travaille principalement dans le domaine de l'apprentissage automatique et la théorie des probabilités. Il a reçu le prix Gödel en 2003 pour son travail sur l'algorithme Adaboost (un algorithme de boosting) avec Robert Schapire.

## Biographie
Yoav Freund obtient son PhD à l'université de Californie à Santa Cruz en 1993, sous la direction de Manfred Klaus Warmuth, David Henry Haussler et David Paul Helmbold.
En 2014, il est professeur à l'université de Californie à San Diego.

## Récompenses
Il reçoit le prix Gödel avec Robert Schapire en 2003 pour Adaboost.